# Château Frontenac

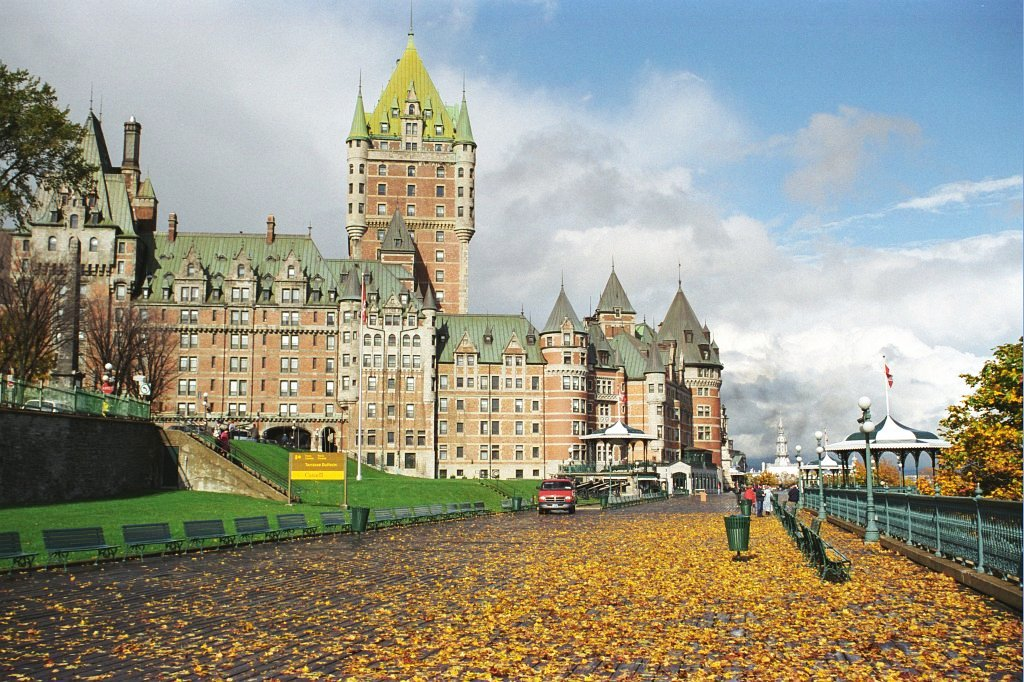
Château Frontenac i Québec

Château Frontenac är ett historiskt hotell i staden Québec i den kanadensiska provinsen Québec.

## Historik
Château Frontenac ritades av arkitekten Bruce Price som det första i en rad storstilade hotell i palatsliknande stil, som han utförde för Canadian Pacific Railway kring sekelskiftet 1900. Hotellet öppnade 1893 och järnvägsbolaget hoppades genom projektet att attrahera penningstinna turister till sina järnvägsförbindelser.
Château Frontenac fick sitt namn efter Louis Buade, greve av Frontenac som var guvernör i den franska kolonin Nya Frankrike 1672-1682 och 1689-1689. Hotellet uppfördes i närheten av det historiska Citadellet.
1943 hölls ett möte mellan Winston Churchill och Franklin D. Roosevelt på citadellet där strategin i kriget diskuterades. Deras respektive staber bodde samtidigt på Frontenac.

## Ägande
Idag utgör slottet ett av Québecs främsta landmärken. Hotellet drivs av Fairmont Hotels and Resorts i Toronto. I oktober 2000 sålde företaget hotellet till Legacy Hotels REIT för 185 miljoner kanadensiska dollar, men fortsätter att bedriva verksamheten och äger idag 11,14 % av REIT.

## Läge
Med sitt läge på en höjd överblickar slottet Saint Lawrencefloden och ett landskap som sträcker sig flera mil bort mot horisonten. Slottet ligger på Abrahams slätter där det blodiga slaget om staden Québec under sjuårskriget stod 1759 och som slutade med att engelsmännen intog staden.